# 锡尚
锡尚（法語：Sichamps，法語發音：[siʃɑ̃]）是法国涅夫勒省的一个市镇，位于该省西部，属于卢瓦尔河畔科讷库尔区。

## 地理
锡尚（47°9'20"N, 3°16'37"E）面积5.9 平方千米，位于法国勃艮第-弗朗什-孔泰大區涅夫勒省，该省份为法国中部省份，北至约讷省，西北接卢瓦雷省，西接谢尔省，南至阿列省，东南接索恩-卢瓦尔省，东临科多尔省。
与锡尚接壤的市镇（或旧市镇、城区）包括：普雷姆里、博蒙拉费里耶尔、诺莱、普瓦瑟。

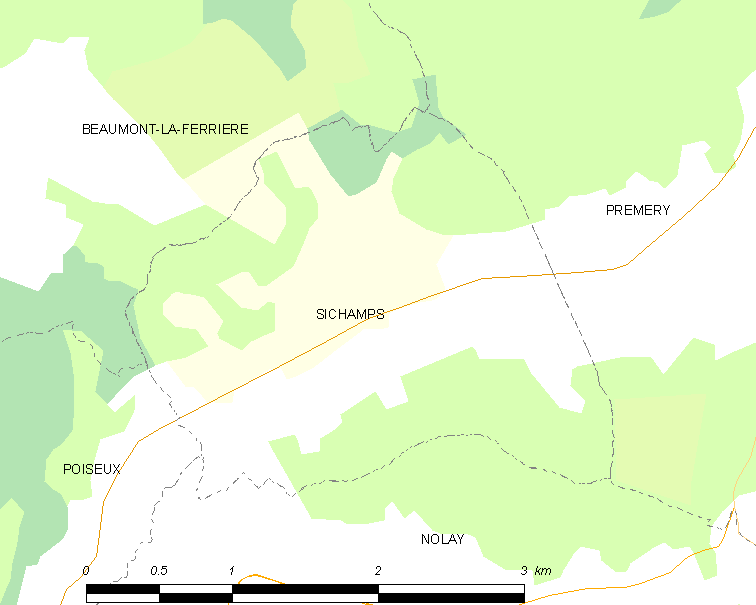
锡尚的OSM定位图

锡尚的时区为UTC+01:00、UTC+02:00（夏令时）。

## 行政
锡尚的邮政编码为58700，INSEE市镇编码为58279。

## 政治
锡尚所属的省级选区为卢瓦尔河畔拉沙里泰县。

## 人口

1962-2008年间锡尚人口变化图示

锡尚于2022年1月1日时的人口数量为175人。